# Marsden Wagner
Marsden Wagner (San Francisco, 1930. február 23. – 2014. április 27.) kaliforniai perinatológus és perinatális epidemológus. Dolgozott a Kaliforniai Állami Egészségügyi Főosztály anyai és gyermekegészségügyi igazgatójaként, a Koppenhágai Egyetem és a Los Angelesi Kaliforniai Egyetem (UCLA) Egészségügyi Kutatóközpontja igazgatójaként, és az Egészségügyi Világszervezet (WHO) Női és Gyermekegészségügyi Programjának programvezetőjeként. A bábaság intézményének támogatója.

## Élete
Marsden Wagner 1930-ban San Franciscoban született. A Kaliforniai Egyetemen (UCLA) orvosi karán tanult, gyermekgyógyász, neonatológus és szülészorvos (perinatológus) szakorvos lett, a perinatális tudományok magas tudományos fokozatú szakértője. Hosszú évekig teljes állásban dolgozott a klinikumban, ezt követően néhány évig a Kaliforniai Egyetem (UCLA) professzoraként tanított teljes állásban, majd a Kaliforniai Állami Egészségügyi Főosztály anyai és gyermekegészségügyi igazgatójának választották. Később hat évig Dániában vezette a Koppenhágai Egyetem és a Kaliforniai Egyetem (UCLA) Egészségügyi Kutatóközpontját, és 15 évig volt a Női és Gyermekegészségügyi Program vezetője az Egészségügyi Világszervezetnél (WHO). Ez idő alatt a WHO három konszenzus-konferenciáján elnökölt, a szüléssel-születéssel kapcsolatos megfelelő technológiák témában. A WHO által 1985-ben kiadott Gyermeket szülni Európában tanulmány (Having a Baby in Europe), melynek Wagner volt a kutatási csoportvezetője, 23 európai országban végzett felméréseken alapult, és nagy különbségeket tárt fel egyes országok szülészeti gyakorlatai közt. Wagner nagy tapasztalattal bírt a fejlett ipari országok várandósgondozási, szülészeti és gyermekágyi ellátási rendszereivel kapcsolatban, konzultánsként és előadóként több mint 50 országban dolgozott, közreműködött szakértő tanúként az amerikai kongresszus előtt, a Brit Parlamentben, a Francia Parlament alsóházában, az Olasz Parlamentben, az Orosz Parlamentben, etc.
Wagner nyíltan támogatta a bábaság intézményét. 1995-ben a Lancet orvosi szakfolyóiratban cikket jelentetett meg az otthonszüléssel kapcsolatos „globális boszorkányüldözésről”. Egy 1997-es cikkében leírja, hogyan vezette az egészségügyi intézményekkel és protokollokkal kapcsolatos egyetemi évei alatti elégedetlensége oda, hogy a közegészségügyet kezdte tanulmányozni, és végül hogyan vezette ez a bábaság támogatásához.

## Könyvei és cikkei
Wagner 131 tudományos cikk, 20 könyv-fejezet és 14 könyv, köztük a 2006-os Creating Your Birth Plan (Szülési terved elkészítése) szerzője, könyvei jelenleg 11 nyelven elérhetőek. Az 1994-es Pursuing the Birth Machine című könyve a szülés társadalmi modelljeit írja le. A Born in the USA (Született az USA-ban) könyvéről a The Women's Review of Books azt írta, „szenvedélyes támadás a jelenlegi szülészeti gyakorlatok ellen”. A JAMA (Journal of the American Medical Association) egyik szaklektora elismerte Wagner egyes érveinek igazságát, de “pontatlan és félrevezető állításokat” is talált a könyvben, és nem találta elég meggyőzőnek a Wagner által javasolt megoldásokat. 

### Könyvei
- Born in the USA. How a Broken Maternity System Must Be Fixed to Put Women and Children First, University of California Press, 2008, ISBN 978-0520256330
- Marsden Wagner, Stephanie Gunning: Creating Your Birth Plan: The Definitive Guide to a Safe and Empowering Birth, Perigee Trade, 2006, ISBN 978-0399532573
- Pursuing the Birth Machine, ACE Graphics, 1994, ISBN 978-0646168371
- Bernadette Modell, Anver Kuliev, Marsden Wagner: Community genetics services in Europe: report on a survey, World Health Organization, Regional Office for Europe, 1991, ISBN 978-9289013017
- Denmark's National Family Guidance Program: A Preventive Mental Health Program for Children and Families, U. S. Department of Health, Education, and Welfare, Public Health Service, Alcohol, Drug Abuse, and Mental Health Administration, National Institute of Mental Health, 1978.
- Marsden Wagner, Mary Wagner: Danish National Child Care System. A Successful System As Model For The Reconstruction Of American Child Care, Westview Press, 1976, ISBN 978-0891580089.
- Sweden's Health-screening Program for Four-year-old Children, National Institute of Mental Health, 1975.

### Cikkei
- Misoprostol and the politics of convenience. Lancet, 2001 Jun 30;357(9274):2142.
- Episiotomy: A Form of Genital Mutilation. Lancet, 1999 Jun 5;353(9168):1977-8.
- Epidural analgesia and risk of caesarean section. Lancet, 1999 Feb 13;353(9152):594.
- Midwife-managed care. Lancet, 1996 Jul 27;348(9022):208.
- A global witch-hunt. Lancet, 1995 Oct 14;346(8981):1020-2.
- Ultrasound in pregnancy. Lancet, 1994 Jan 15;343(8890):178.

### Közreműködései
- Jennetta Billhimer, Wise Childbearing: What You'll Want to Know as You Make Your Birth Choices, Cache Mountains Press, 2012, ISBN 978-0982358603, Marsden Wagner előszavával.

### Könyvei magyarul
- Amerikából jöttem, mesterségem címere szülész-nőgyógyász. Könyv a változásért, Budapest, Alternatal Alapítvány, 2010, ISBN 9789638542731

## Fordítás
- Ez a szócikk részben vagy egészben  a   Marsden Wagner című angol Wikipédia-szócikk fordításán alapul.  Az eredeti cikk szerkesztőit annak laptörténete sorolja fel. Ez a jelzés csupán a megfogalmazás eredetét és a szerzői jogokat jelzi, nem szolgál a cikkben szereplő információk forrásmegjelöléseként.